# Svick
Svick, är en fackmässig benämning på tegelflisor. Svick kan användas för att till exempel fylla ut murbruk, eller lerbruk, med vid putsning.
När putsning av väggar bitvis blir tjockt eller då man murar och utrymmet mellan stenarna på något ställe blir onormalt stort, då kan murbruket eller lerbruket armeras med Svick.